# Sauber C31
La Sauber C31 è una monoposto di Formula 1 costruita dalla Sauber, per partecipare al Campionato mondiale di Formula 1 2012.
Presentata il 6 febbraio 2012 a Jerez de la Frontera, in Spagna, sostituiva la Sauber C30, la quale aveva disputato il Campionato 2011.
Come l'anno precedente la vettura fu affidata a Kamui Kobayashi e Sergio Pérez.

## Livrea e sponsor
La livrea era la stessa dell'anno precedente: bianca e nera. Tra gli sponsor vi erano l'azienda NEC e anche il Chelsea.

## Sviluppo
In ottemperanza alle regole introdotte a inizio stagione, il musetto della vettura venne abbassato a 55 cm da terra. Come per la grande maggioranza delle vetture concorrenti fu adottata una soluzione con uno scalino che raccordava il musetto con il resto della parte anteriore della monoposto.
La particolare geometria degli scarichi impostata per il retrotreno fu osservata con interesse dalle altre scuderie, in particolare dalla Ferrari.

## Scheda tecnica
- Telaio: monoscocca a nido d'ape in fibre di carbonio e materiali compositi
- Motore: Ferrari 056
  - Num. cilindri e disposizione: 8 a V 90º
  - Cilindrata: 2398 cm³
  - Alesaggio: 98 mm
  - Valvole: 32
- Pneumatici: Pirelli

### Piloti
| Piloti ufficiali    | Piloti ufficiali  | Piloti ufficiali  |
| Nazione             | Nome              | Numero            |
| ------------------- | ----------------- | ----------------- |
| Giappone (bandiera) | Kamui Kobayashi   | 14                |
| Messico (bandiera)  | Sergio Pérez      | 15                |
| Collaudatori        |                   |                   |
| Nazione             | Nome              | Nome              |
| Messico (bandiera)  | Esteban Gutiérrez | Esteban Gutiérrez |

## Stagione 2012

### Campionato
La monoposto esordì positivamente, cogliendo un doppio piazzamento a punti nel Gran Premio d'Australia. Nel successivo appuntamento in Malesia i risultati furono anche migliori: grazie anche ad una strategia di gara indovinata Pérez, scattato dalla nona posizione in griglia, fu in grado di contendere la vittoria a Fernando Alonso, tagliando il traguardo in seconda posizione e riportando la Sauber a podio per la prima volta dal 2009, quando la scuderia era di proprietà della BMW.
Nel Gran Premio di Cina Kobayashi fece segnare il quarto tempo in qualifica, scattando dalla terza posizione grazie ad una penalità inflitta a Lewis Hamilton. In gara, però, il pilota giapponese non fu in grado di mantenersi su quei livelli, chiudendo in decima posizione nonostante avesse fatto segnare il giro più veloce.
Nelle tre gare seguenti l'unico piazzamento a punti fu un quinto posto di Kobayashi nel Gran Premio di Spagna, ma la vettura continuò a mostrarsi competitiva. A Barcellona Pérez aveva infatti ottenuto il quinto tempo in qualifica, scivolando poi nelle retrovie per una foratura, mentre a Montecarlo lo stesso pilota messicano, costretto a partire dal fondo per un incidente nelle qualifiche, fece segnare il giro più veloce in gara, chiudendo però appena fuori dalla zona punti.
Il secondo podio stagionale arrivò, sempre per mano di Pérez, nel Gran Premio del Canada. Il pilota messicano, scattato dalla quindicesima piazza, mise nuovamente a frutto una buona strategia, compiendo una sola sosta dopo aver completato più di metà gara con lo stesso treno di pneumatici. Seguirono alcune gare con risultati piuttosto altalenanti: in Germania entrambi i piloti si piazzarono a punti, con Kobayashi quarto e Pérez sesto, mentre in altre occasioni nessuno dei due riuscì a far segnare punti.
In Belgio la C31 si dimostrò particolarmente competitiva: Kobayashi si qualificò in seconda posizione, con Pérez quarto. La gara fu però estremamente deludente per la scuderia svizzera, con entrambi i piloti coinvolti in una collisione alla prima curva scatenata da Romain Grosjean. La Sauber si rifece nel successivo Gran Premio d'Italia, nel quale Pérez sfruttò di nuovo una strategia ad una sosta per risalire dalla dodicesima posizione in griglia alla seconda sul traguardo.
Il quarto ed ultimo podio stagionale giunse nel Gran Premio del Giappone, questa volta per mano di Kobayashi. Nel Gran Premio di casa il pilota nipponico tagliò il traguardo al terzo posto dopo essere scattato dalla stessa posizione in griglia, mentre Pérez, partito quinto, si ritirò per un testacoda.
I buoni risultati permisero alla Sauber di contendere alla Mercedes il quinto posto nella classifica costruttori, portandosi a 20 lunghezze dal team tedesco. La situazione rimase invariata dopo i Gran Premi di Corea e India, nei quali nessuna delle due squadre riuscì a marcare punti. Ad Abu Dhabi Kobayashi colse un sesto posto che ridusse il distacco a 12 punti, ma nel Gran Premio degli Stati Uniti né lui né Pérez conquistarono punti. Nel conclusivo Gran Premio del Brasile tornò a punti, chiudendo nono, ma questo risultato non fu sufficiente per il sorpasso in classifica. La Sauber chiuse quindi la stagione al sesto posto assoluto, con 126 punti e quattro podi.

## Risultati F1
| Anno | Team   | Motore             | Gomme | Piloti    |   |     |    |    |     |     |   |     |     |   |    |     |   |    |     |     |     |    |    |     | Punti | Pos. |
| ---- | ------ | ------------------ | ----- | --------- | - | --- | -- | -- | --- | --- | - | --- | --- | - | -- | --- | - | -- | --- | --- | --- | -- | -- | --- | ----- | ---- |
| 2012 | Sauber | Ferrari 056 2.4 V8 | P     | Kobayashi | 6 | Rit | 10 | 13 | 5   | Rit | 9 | Rit | 11  | 4 | 18 | 13  | 9 | 13 | 3   | Rit | 14  | 6  | 14 | 9   | 126   | 6º   |
| 2012 | Sauber | Ferrari 056 2.4 V8 | P     | Pérez     | 8 | 2   | 11 | 11 | Rit | 11  | 3 | 9   | Rit | 6 | 14 | Rit | 2 | 10 | Rit | 11  | Rit | 15 | 11 | Rit | 126   | 6º   |
| 2012 | Sauber | Ferrari 056 2.4 V8 | P     | Gutiérrez |   |     |    |    |     |     |   |     |     |   |    |     |   |    |     |     | SP  |    |    |     | 126   | 6º   |

| Legenda | 1º posto     | 2º posto | 3º posto    | A punti         | Senza punti/Non class.  | Grassetto – Pole position Corsivo – Giro più veloce |
| Legenda | Squalificato | Ritirato | Non partito | Non qualificato | Solo prove/Terzo pilota | Grassetto – Pole position Corsivo – Giro più veloce |